# 라이진 아키라

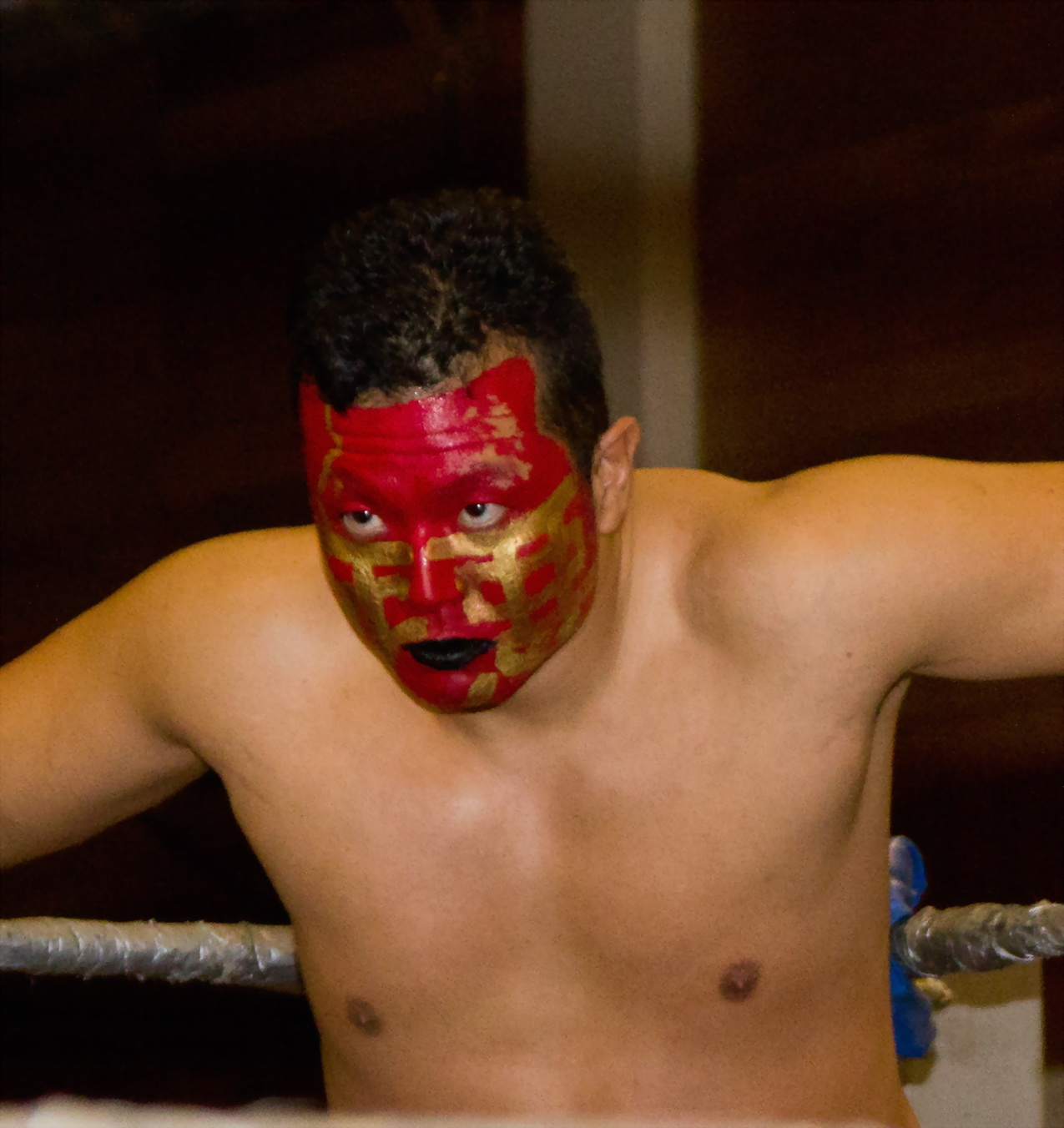

라이진 아키라(일본어: 雷陣 明 らいじん あきら[*]/Akira Raijin, 1978년 7월 17일 ~ )는 본명은 카와바타 아키라(일본어: 川畑 顕 かわばた あきら[*]/Akira Kawabata)다. 남자 일본의 프로레슬링선수다. 키는 183cm(6 ft 0 in)에다가 몸무게는 108kg(238 lb)나간다. 1997년 프로레슬링 입문으로 밝혀졌다. 2008년 ~ 2011년까지 TNA 링네임이 키요시(キヨシ/Kiyoshi)라는 사용을 한적도 있었다고 한다. 피니쉬는 크로스페이스, 다이빙 헤드벗 드롭, 카츠오 노 이폰주리(피셔맨 브레인버스터), 커트 코베인(스톰프 페이스브레이커), 라이트링 플래쉬(쓰로운 데스 벨리 드라이버), 문설트, 라이진 버스터(싯아웃 파워슬램), 런닝 리버스 에스티오로 사용을 하다가 즉시 시그니처는 아시안 미스트나 킥 종류가 점핑 하이 킥, 레그스윕, 롤링 백 킥, 스피닝 훅 킥, 런닝 빅 붓으로 사용을 한다.

## Professional wrestling highlights
- Finishing moves
  - Crossface - 2011
  - Diving headbutt drop - 2008-2012
  - DOA / Dead On Arrival (Sunset flip powerbomb) - 2010
  - Katsuo no Ipponzuri (Fisherman brainbuster) - 2012-present
  - Kurt Cobain (Stomp facebreaker) - 2011
  - Lightning Flash (Thrown death valley driver) - 1998-2012
  - Moonsault - 1998-2012
  - Raijin Buster (Sitout powerslam) - 1998-2008
  - Running reverse STO to a kneeling opponent - 1998-2012
  - Tekamaki (Baseball slide arm wringer into a jackknife hold) - 2012-present
- Signature moves
  - Armbar
  - Asian mist
  - Diving high knee
  - Diving seated senton
  - Diving somersault plancha
  - High speed high kick to the head of a seated or kneeling opponent
  - Mongolian chop
  - Overhead belly-to-belly suplex
  - Rolling back kick
  - Running shoulder block
  - Side kick
  - Sliding lariat
  - Straight jacket neckbreaker slam
- Nicknames
  - "The Magic Ninja"
  - "The Worldwide"
- Managers
  - Jonathan Presley
  - Scott D'Amore
- Entrance themes
  - "Kiyoshi Theme" by Dale Oliver (TNA; 2008-2012)
  - "World Elite" by Dale Oliver (TNA; 2009-2010; used as a member of World Elite)
  - "Coming Alive" by AD/AM (TNA; 2010)
  - "Sushi Kui nee!" by Shibugakitai (AJPW/Independent circuit; 2012-present)

## 수상
- 가오라 월드 TV웨이트 챔피언(2회)
- 가오라 월드 TV웨이트 챔피언 토너먼트 (2013)
- CIW 월드 미국 헤비웨이트 챔피언 (1회)
- UPW 월드 얼터너티브웨이트 챔피언 (1회)
- PWI 랭크트 힘 #151 오브 더 탑 500 싱글즈 레슬러즈 인 더 PWI 500 인 2009
- 텐류 프로젝트 월드 식스-맨 태그팀웨이트 챔피언 (1회) - 하시모토 다이치 언드 사토 히카루